# Yves Saint Laurent
Yves Henri Donat Mathieu Saint Laurent noto semplicemente come Yves Saint Laurent (Orano, 1º agosto 1936 – Parigi, 1º giugno 2008) è stato uno stilista francese, tra i più famosi e conosciuti creatori di moda del XX secolo; nel 1980 fu il primo creatore di moda vivente a godere di una grande retrospettiva del suo lavoro al Metropolitan Museum di New York.

## Biografia
Nacque il primo agosto 1936, a Orano, nell'allora Algeria francese, da Charles e Lucienne Andrée Mathieu-Saint-Laurent. Crebbe in una villa sul mediterraneo con le due sorelle Michelle e Brigitte. Da giovane amava creare bambole di carta e, sin dalla prima adolescenza, iniziò a disegnare vestiti per la madre e le sorelle. A 18 anni si trasferì a Parigi ed entrò nella Chambre Syndicale de la Haute Couture (Camera Sindacale dell'Alta Moda), dove i suoi disegni ebbero subito successo. Michel De Brunhoff, editore di French Vogue, presentò Saint Laurent a Christian Dior. Saint Laurent riferì tempo dopo che l'incontro con Dior, che divenne la sua ispirazione, fu fondamentale e, che nonostante quello che successe dopo, le basi della sua arte sono state tracciate da lui e che non potrà mai dimenticare gli anni passati al suo fianco. Lo stile di Saint Laurent crebbe notevolmente sotto la guida di Dior, maturando e guadagnando sempre più fama. Morto Dior nel 1957, divenne il direttore artistico della casa di moda.
Nel 1960, nel pieno del successo, si trovò costretto ad arruolarsi nell'esercito francese a causa della guerra d'indipendenza algerina. Dopo soli 20 giorni nell'esercito, lo stress da nonnismo lo portò a un ricovero nell'ospedale militare dove ricevette la notizia di essere stato licenziato dalla Dior. Questo non fece altro che aggravare la situazione psicologica di Yves che fu ricoverato nell'ospedale militare di Val-de-Grâce, dove venne sottoposto a cure psichiatriche con sedativi, psicofarmaci ed elettroshock. Saint Laurent ritenne poi, questo periodo in ospedale, l'origine dei suoi problemi mentali e della sua dipendenza dalle droghe. Nel novembre del 1960 fu dimesso dall'ospedale e citò la Dior per non aver rispettato i termini contrattuali. La vittoria in tribunale gli permise, dopo un periodo di convalescenza, di aprire una propria omonima casa di moda al fianco del compagno e socio Pierre Bergé. Durante gli anni sessanta e settanta l'azienda godette di grande fama grazie anche a ingegnose innovazioni in fatto di moda. 
Nel 1989 il gruppo YSL si quotò in borsa, per poi essere venduto nel 1993 alla casa farmaceutica Sanofi per circa 600 milioni di dollari. Nel 1999 la casa di moda fiorentina Gucci acquistò l'etichetta e mentre Tom Ford si occupava della collezione prêt-à-porter, Yves Saint-Laurent disegnava la linea di alta moda. La casa di moda fu ufficialmente chiusa nel 2002. Per quanto la casa non esista più, il marchio sopravvive ancora sotto l'egida di Gucci.
Alla pari di Chanel, Saint Laurent ha creato uno stile unico, è stato per decenni simbolo dell'eleganza più raffinata, moderna, innovativa. Per primo, negli anni 60, ha capito che l'alta moda poteva trarre ispirazione dalla strada e non essere soltanto una realtà autoreferenziale, un mondo chiuso in se stesso senza rapporti con la realtà. Creò scalpore la collezione del 1958 con la quale esordì, quando, successore di Christian Dior, presentò negli eleganti saloni di Avenue Montaigne, una silhouette grintosa e irriverente, molto poco politicamente corretta per il conformismo sartoriale dell'epoca.

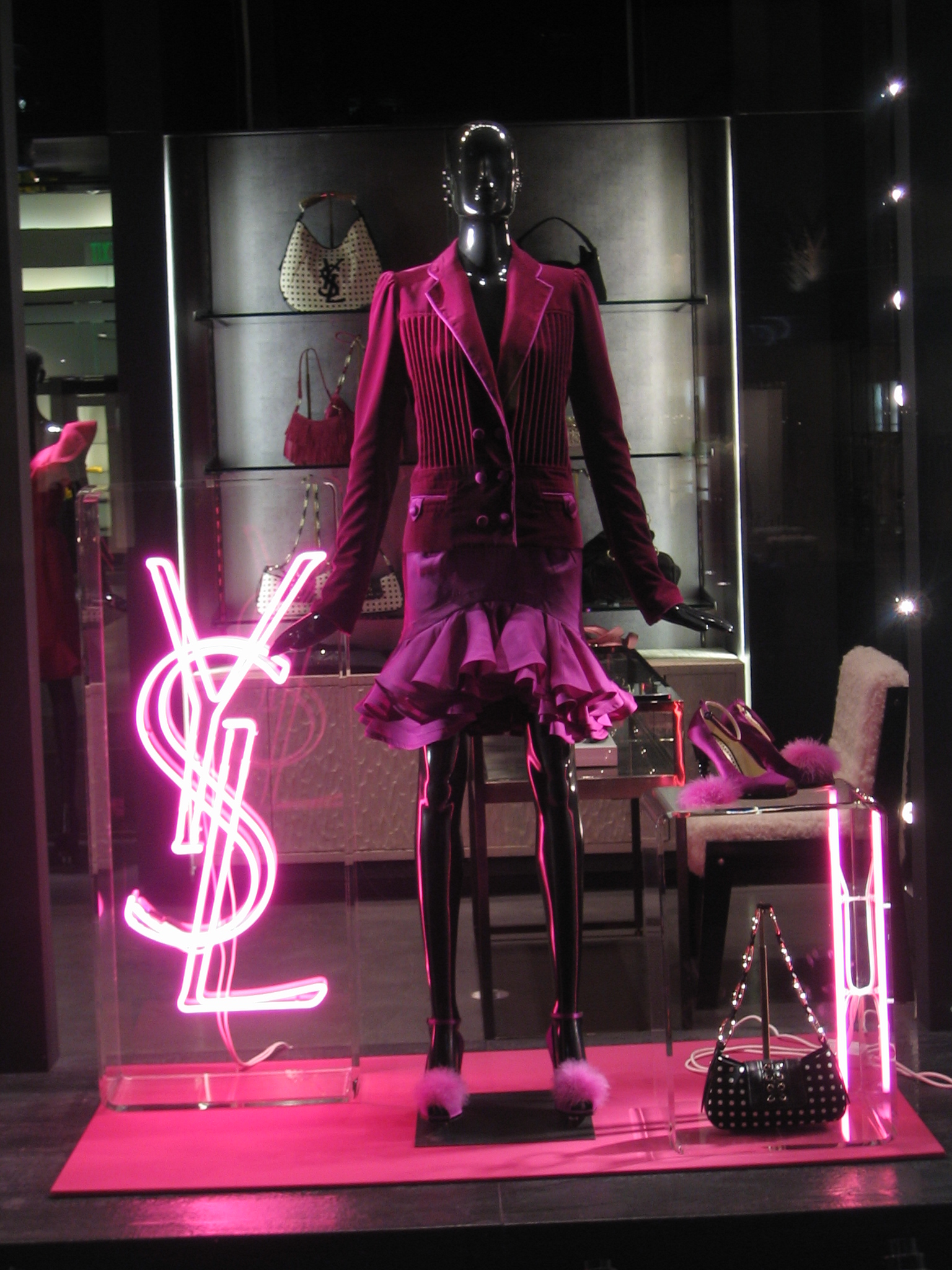
Boutique di YSL a Beverly Hills

Si intuiva già lo spirito eterodosso di questo nuovo disegnatore, il quale, nell'arco della sua carriera ha mantenuto la promessa di allora, diventando un innovatore costante, un modernizzatore dell'immagine femminile. Ha fatto tutto o quasi tutto prima degli altri. Sua, decenni prima di Giorgio Armani, è stata l'intuizione di trasferire alcuni capi del guardaroba maschile in quello femminile: il blazer, la sahariana, lo smoking, il trench, il giubbotto di pelle, il tailleur-pantalone, sua la dirompente carica di vitalità abbinata a una divorante passione per l'arte che gli ha fatto fare omaggi estrosi ai maestri della pittura del Novecento, da Picasso a Andy Warhol, da Matisse, a Braque, da Mondrian a David Hockney, e soprattutto Van Gogh quando il binomio arte-moda non era ancora una trovata scontata, un luogo comune da passerella "colta". Sue, ancora per primo, sono state le commistioni etniche e folcloristiche con le quali ha arricchito gran parte delle proprie collezioni di suggestioni che gli venivano di volta in volta dall'Africa, dalla Spagna, dall'India, dal Marocco, dalla Russia.
L'amore per il teatro e per la letteratura, Marcel Proust in testa, come autore feticcio, come nume tutelare, sono state anch'esse trasposte nella sua moda, infuse nei modelli che ha saputo creare. Ma al di là di una creatività multiforme, Saint Laurent ha avuto anche intuizioni commerciali geniali, come avere capito, ancora una volta in anticipo sui suoi colleghi, che le idee così moderne della sua alta moda potevano, sapientemente corrette, trasformarsi in prodotto industriale.
Dopo una lunga malattia, lo stilista si spegne per un tumore al cervello a Parigi, nella sua casa, la notte del 1º giugno 2008, all'età di 71 anni. Il suo corpo è stato cremato e le sue ceneri sono state sparse nei giardini Majorelle di Marrakech, in Marocco, nella villa appartenuta all'artista francese Jacques Majorelle e in seguito acquistata e ristrutturata da Saint Laurent e Bergé.
Tra le creazioni dello stilista e diventate iconiche c'è il vestito Mondrian, ispirato dai quadri del pittore Mondrian, disegni in cui le geometrie e i colori sono protagonisti. Yves Saint Laurent lo traduce in un abito dalle linee dritte e semplici, e da composizioni artistiche.

## La collezione d'arte

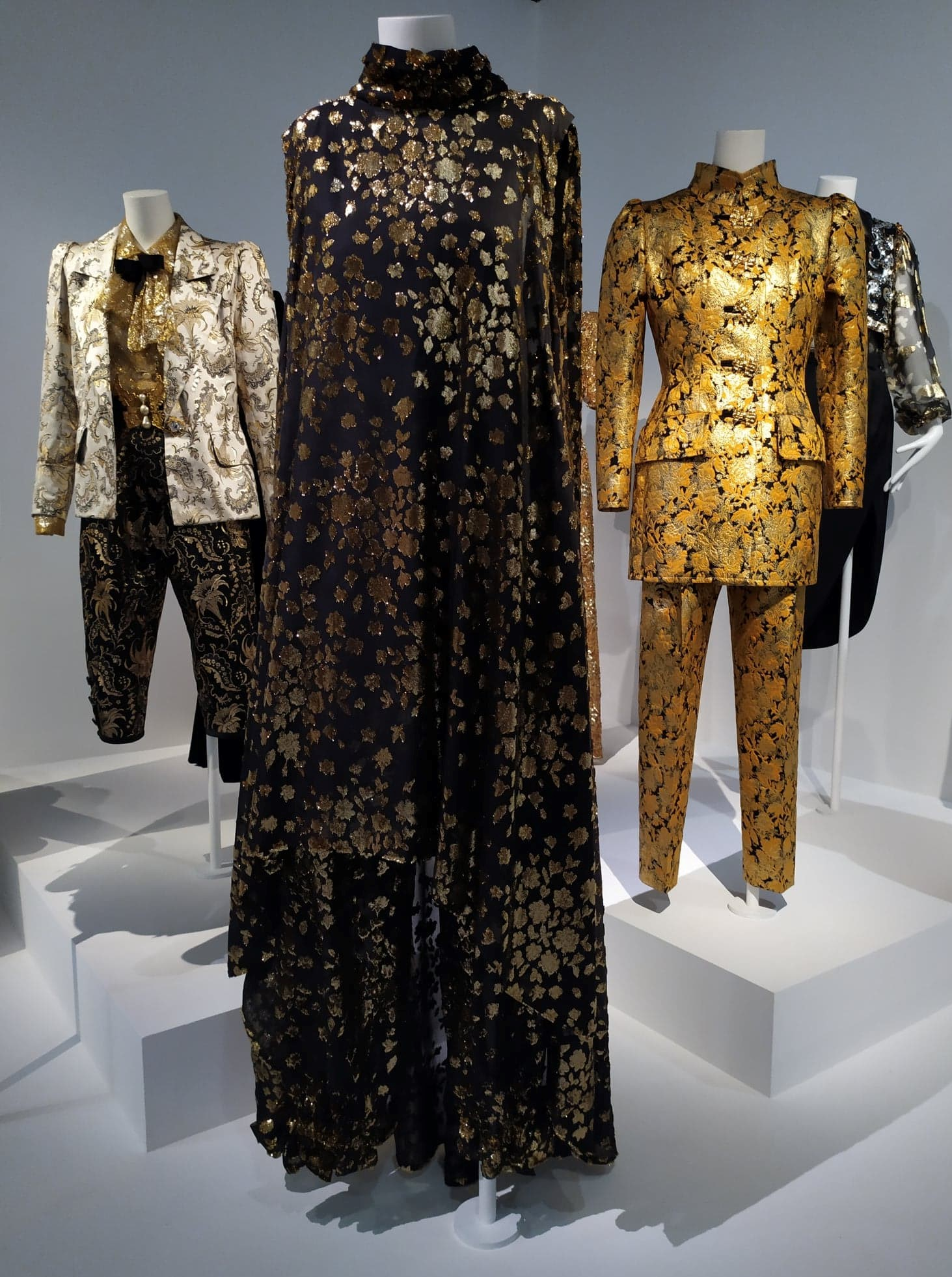

Insieme al suo compagno di vita Pierre Bergé, Yves Saint Laurent raccolse in più di cinquant'anni una collezione di circa 730 opere d'arte, tra cui quadri di Picasso, Matisse, Van Gogh, Mondrian, Léger, Goya, sculture, reperti archeologici, mobili ed oggetti di arredamento. Alla morte dello stilista, Bergé decise di mettere all'asta la collezione, asta che ebbe luogo nel 2009.
Durante il primo giorno di vendita, un'opera di Matisse, Les coucous sur un tapis bleu et rose venne venduta a 32 milioni di euro, mentre Madame L.R. di Constantin Brancusi venne venduta per 29 milioni di euro, stabilendo dei nuovi record di vendita per entrambi gli artisti. La vendita, nel complesso, ha incassato più di 342 milioni di euro, in parte utilizzati per la ricerca sull'AIDS.

## Film e documentari
Per la tv erano già stati realizzati diversi documentari e servizi, ma per il cinema solo dopo la morte dello stilista sono state realizzate diverse trasposizioni, senza tralasciare la sua omosessualità in termini anche espliciti.

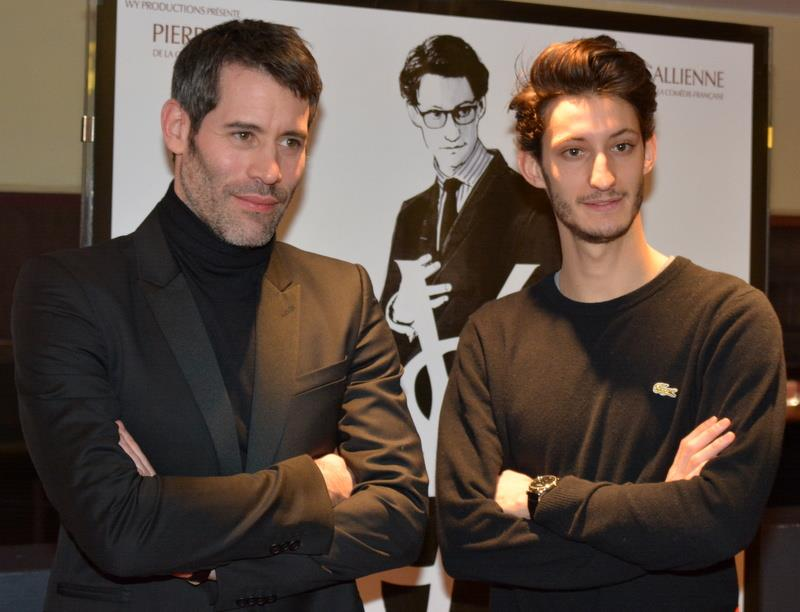
Jalil Lespert e Pierre Niney alla presentazione parigina del film.

L'amore tra Saint Laurent e Bergé e la vendita della collezione sono oggetto del film di Pierre Thoretton Yves Saint Laurent - Pierre Bergé, l'amour fou (2010).
Il regista Jalil Lespert nel 2014 ha dedicato allo stilista un lungometraggio biografico dal titolo Yves Saint Laurent. La pellicola ripercorre tutta la sua vita, dagli esordi come assistente di Christian Dior, alla fondazione di una propria casa di moda. Un'attenzione particolare è dedicata anche al rapporto con il suo compagno di vita Pierre Bergé, che ha autorizzato l'uscita del film.
Sempre nel 2014 viene prodotto e realizzato un altro film sulla vita, gli amori e la carriera di Saint Laurent, Saint Laurent di Bertrand Bonello, con Gaspard Ulliel, Louis Garrel, Léa Seydoux, Dominique Sanda e Helmut Berger.